# Ura e Goricës

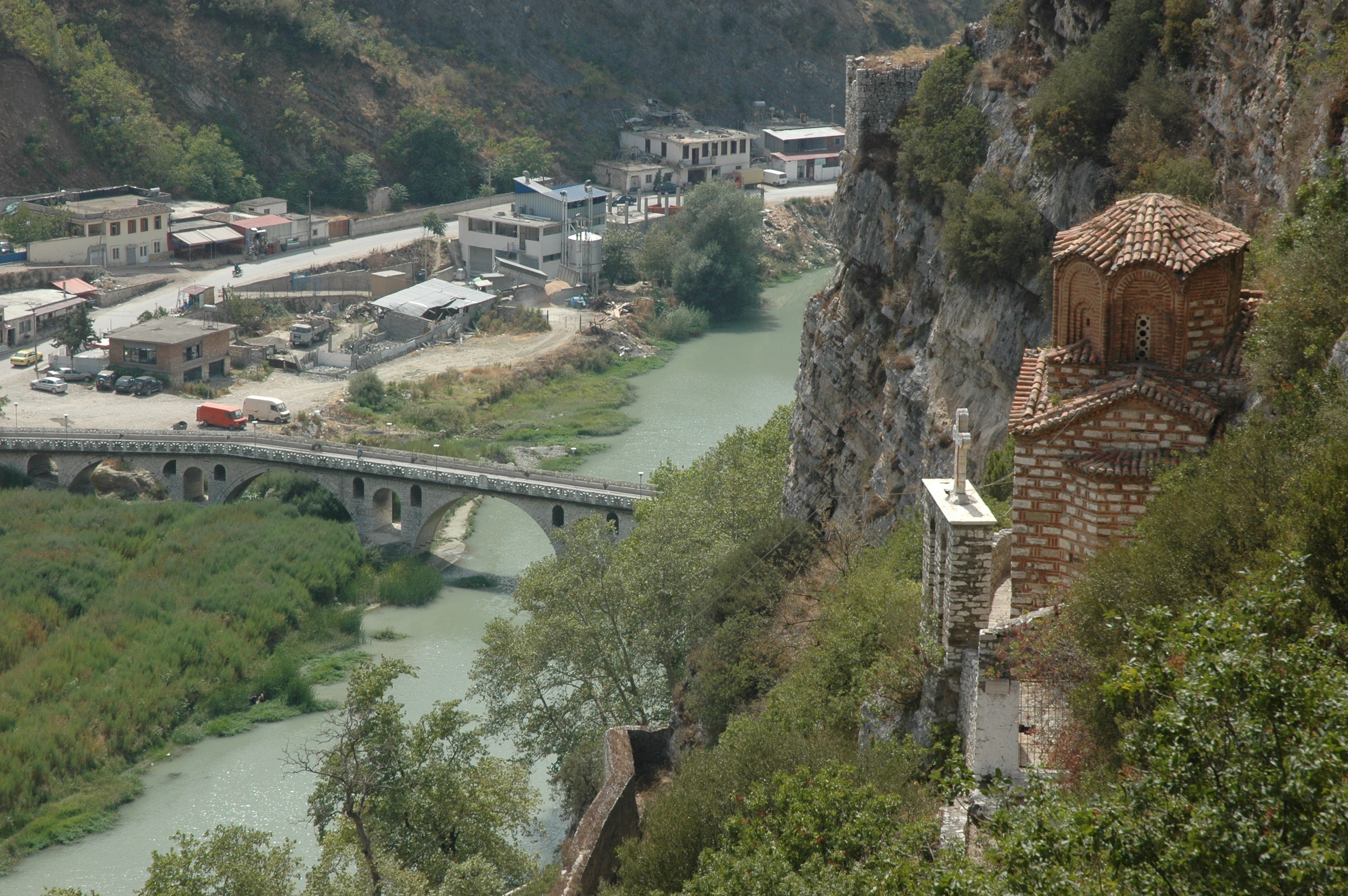
Die Ura e Goricës vom Burghügel (alb. Kalaja) aus gesehen

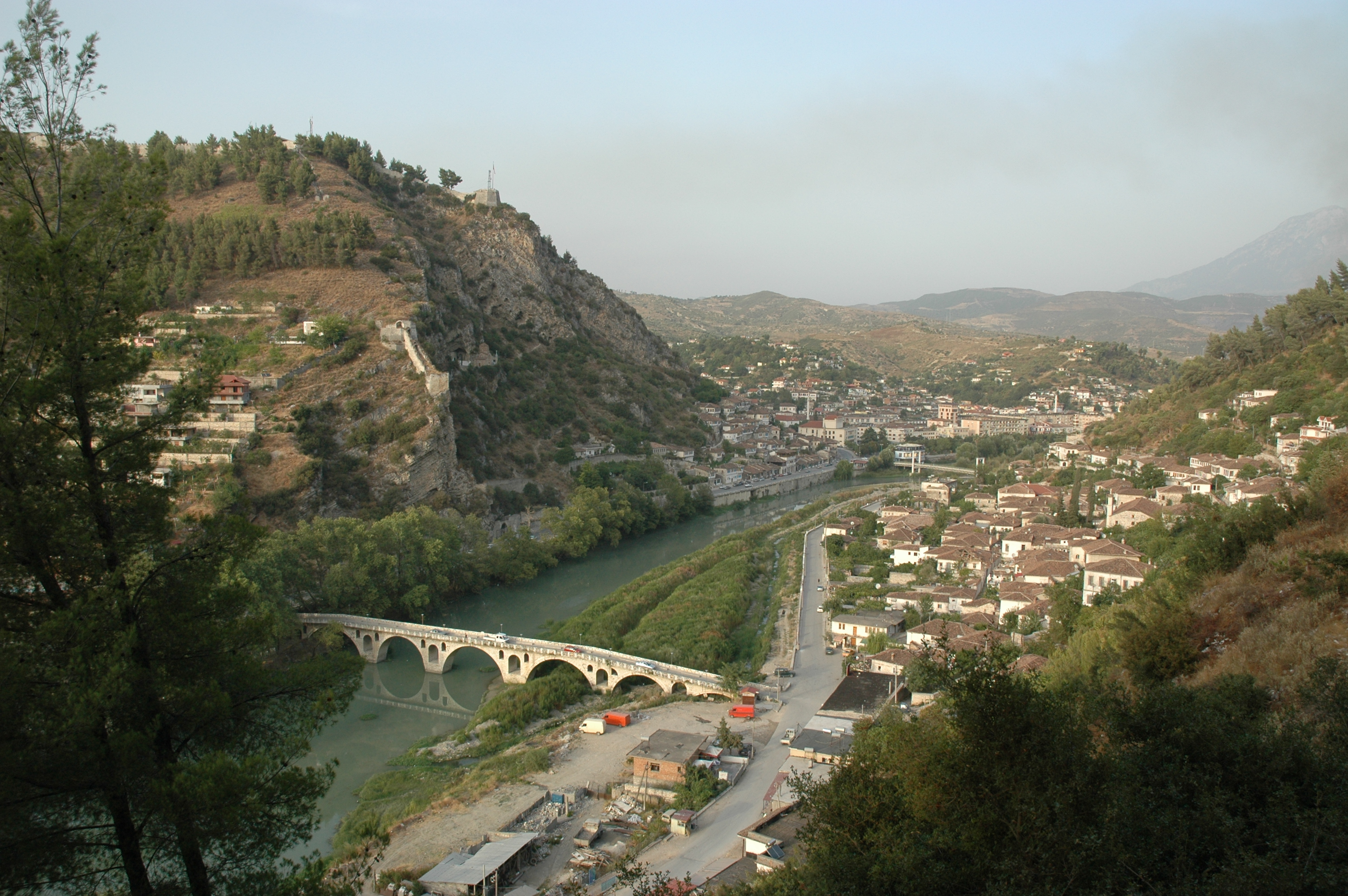
Brücke und Burghügel von Südwesten aus gesehen

Die Ura e Goricës (Brücke von Gorica), oder auch Ura e Beratit (Brücke von Berat) genannt, ist eine osmanische Steinbogenbrücke in der zentralalbanischen Stadt Berat. Sie überspannt den Osum und verbindet den Stadtteil Gorica (daher ihr Name) mit dem Altstadtviertel Mangalem. Die Brücke ist eines der Wahrzeichen von Berat.
Seit der Schließung für den Autoverkehr im August 2011 ist die Ura e Goricës heute eine Fußgängerbrücke. Zuvor war sie die einzige Verbindung für Fahrzeuge nach Gorica und in das jenseitige Hinterland. Für Fußgänger steht zudem seit einigen Jahren eine direktere Verbindung ins Stadtzentrum über eine kleine hölzerne Hängebrücke etwas flussaufwärts zur Verfügung.

## Geschichte

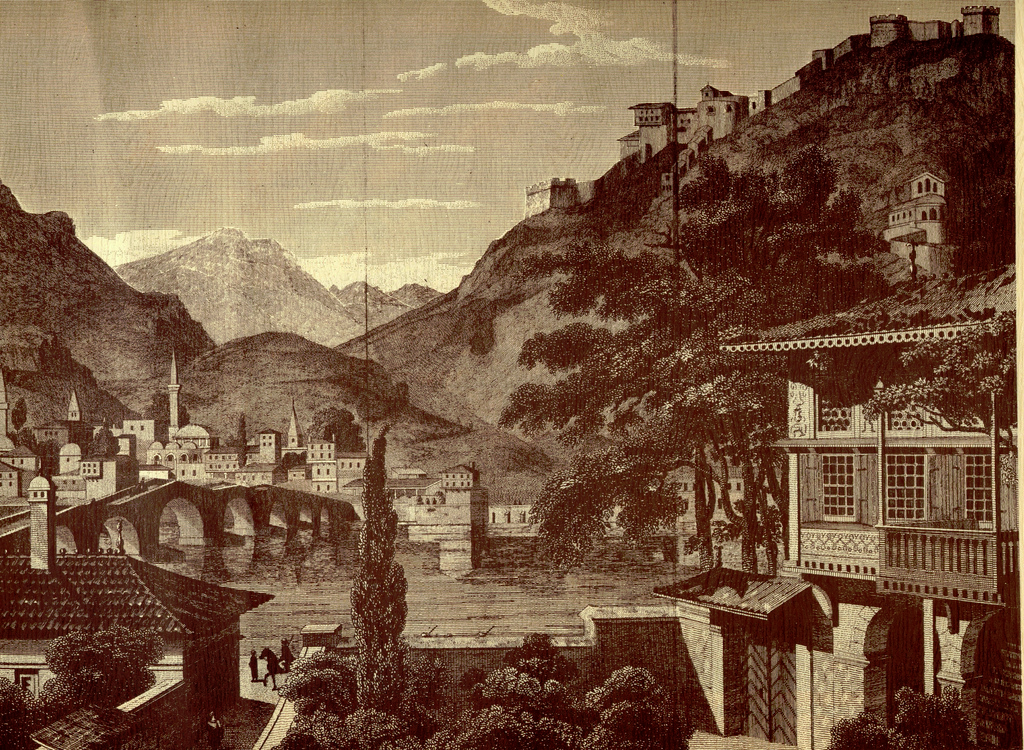
Zeichnung von 1830

Erstmals wird im 17. Jahrhundert eine Brücke an dieser Stelle erwähnt. Der osmanische Reisende Evliya Çelebi beschreibt in seinem Seyahatnâme die Brücke mit neun Bögen und acht steinernen Pfeilern. Die Fahrbahn soll aus Eichenholz-Brettern bestanden haben.
1780 wurde die bestehende Brücke schließlich zu einer reinen Steinbrücke ausgebaut. Die Bauzeit fiel unter die Herrschaft des lokalen Paschas Ahmet Kurt, der den Bau wohl verordnen ließ. 1888 stürzte die Ura e Goricës während einer Überschwemmung ein, wurde aber wieder aufgebaut. Im Ersten Weltkrieg erlitt sie wiederum einige schwerwiegende Schäden, bis sie zwischen 1920 und 1930 vollständig saniert wurde.

## Legende
Laut einer Legende musste für den Bau der Brücke ein Mädchen geopfert werden, um die Geister des Flusses zu besänftigen, die sich gegen den Bau der Brücke wehrten. Das Mädchen wurde mit einem Träger in einer Mauernische gefangengehalten, bis sie den Hungertod erlitt und die Flussgeister beruhigen konnte. Bis zur Sanierung in den 1920er Jahren gab es sogar am ersten Pfeiler eine solche Nische, die jedoch damals ausgefüllt wurde. Bei den Arbeiten wurde in einem anderen Pfeiler zudem eine Holzskulptur gefunden, die den Kopf einer Frau darstellte.

## Konstruktion

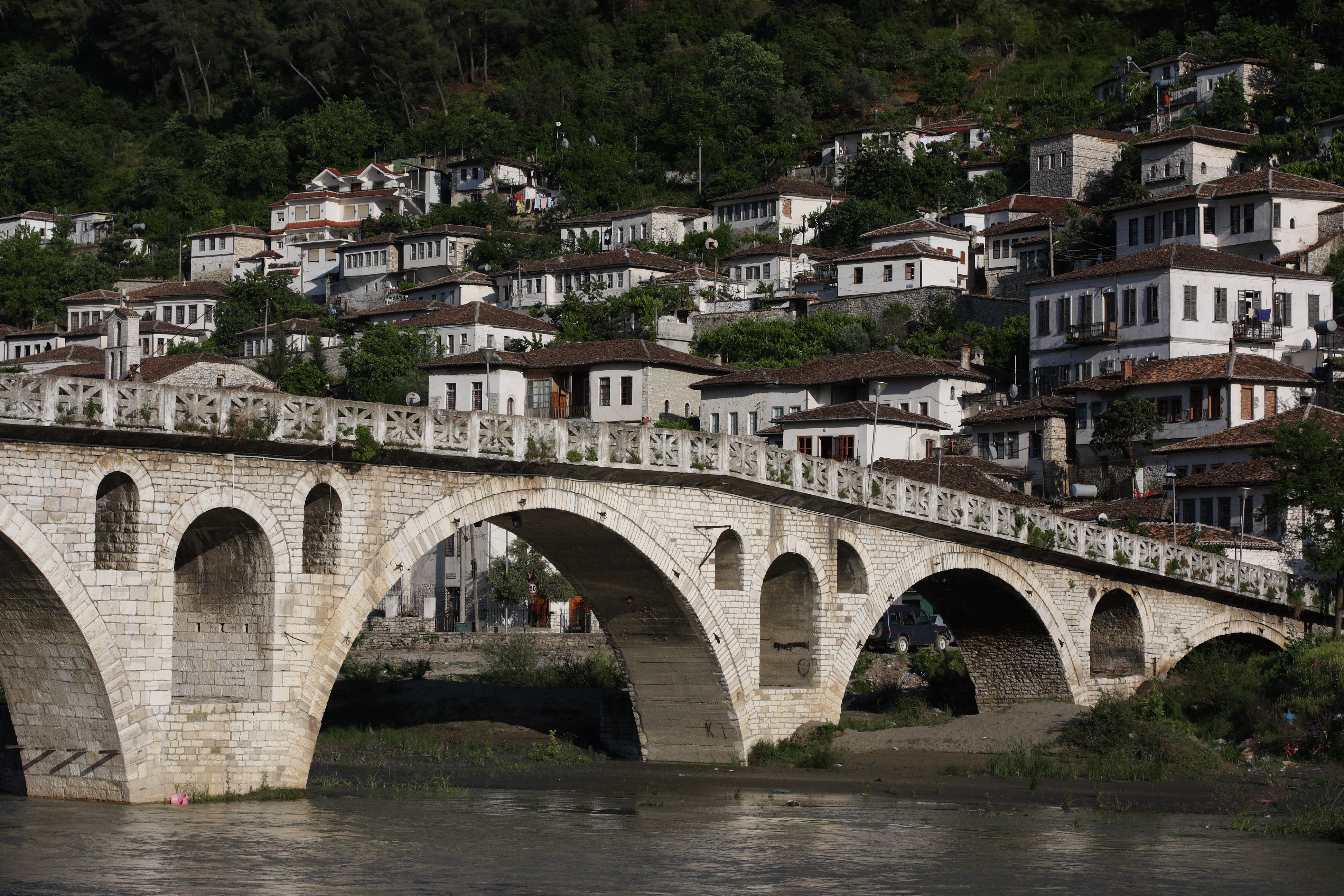
Brücke mit dem Stadtteil Gorica, der ihr den Namen gab.

Die Steinbrücke hat eine Gesamtlänge von 129,3 Metern und eine Breite von 5,3 Metern. Die sieben Bögen haben Spannweiten von 9 bis 16,7 Metern. Die maximale Höhe der Brücke über dem Flusspegel beträgt 10 Meter. Die Brücke besitzt sechs Pfeiler, die im Mauerwerk je ein großes Rundbogenfenster haben; in fünf der Pfeiler gibt es außerdem oberhalb dieses Fensters noch zwei kleinere Rundbogenfenster. Somit sind es insgesamt 16 Mauerwerksfenster.
Die beiden südlichsten Bogen wurden bei den Renovierungsarbeiten im 19. Jahrhundert neu aus Backsteinen gebaut. Ansonsten besteht die Brücke aus zugehauenem Stein.

## Schäden
Im August 2011 wurde die über 200 Jahre alte Brücke endgültig für Personenwagen gesperrt. Dies war nötig geworden, nachdem an der Brücke im Lauf der Jahre große Schäden entstanden waren. Die ganze Konstruktion benötigt laut der Kulturabteilung der Stadtverwaltung Berat eine Sanierung. Die Schäden wurden zum großen Teil durch das schwere Trinkwasserrohr verursacht, das in den 1960er Jahren für die Wasserversorgung des Stadtteils Gorica an der Brücke angebracht worden war. Doch auch die Tatsache, dass die Ura e Goricës während Jahrhunderten die einzige Verbindung der südlichen Dörfer mit der Kreishauptstadt Berat und der Hauptstraße war und dadurch der ganze Verkehr sich über die Brücke zwängte, belastete die Konstruktion schwer. Die Sperrung der Brücke konnte letztendlich erst nach der Eröffnung einer neuen Brücke durchgeführt werden. Diese steht etwa 350 Meter weiter flussabwärts und hat vier Fahrstreifen sowie beidseitige Trottoirs.
Im Mai 2013 wurde die Brücke von der Stadtverwaltung wieder für den Verkehr freigegeben. 2014 wurde die Brücke restauriert.